# Platja de Sant Sebastià (strand i Spanien, lat 41,38, long 2,19)
Platja de Sant Sebastià är en strand i Spanien.   Den ligger i provinsen Província de Barcelona och regionen Katalonien, i den östra delen av landet, 500 km öster om huvudstaden Madrid.